# Міжгірська селищна територіальна громада
Міжгірська селищна територіальна громада — територіальна громада в Україні, в Хустському районі Закарпатської області. Адміністративний центр — селище Міжгір'я. 
Площа становить 554,1 км². Населення - 24 896 ос. (2020 р.).
У теперішньому виді утворена 12 червня 2020 року шляхом об'єднання Міжгірської селищної ради та Верхньобистрянської, Вучківської, Голятинської, Лісковецької, Лозянської, Майданської, Новоселицької, Присліпської, Репинської, Соймівської та Торунської сільських рад Міжгірського району.

## Населені пункти
У складі громади 1 селище (Міжгір'я) і 21 село: Верхній Бистрий, Вучкове, Підчумаль, Голятин, Лісковець, Рекіти, Запереділля, Стригальня, Лозянський, Сопки, Майдан, Новоселиця, Присліп, Завийка, Тітківці, Репинне, Діл, Сухий, Сойми, Торунь та Лопушне.